# ایدیل فرات
ایدیل فرات (انگلیسی: İdil Fırat؛ زادهٔ ۵ نوامبر ۱۹۷۲) بازیگر اهل ترکیه است.
از فیلم‌ها یا برنامه‌های تلویزیونی که وی در آن نقش داشته‌است می‌توان به G.O.R.A.، باشگاه بازندگان اشاره کرد.